# Suddhodhana
Śuddhodhana var far till Buddha och en kung som tillhörde Shakyaklanen. Han var gift med Mahamaya, Siddhartas mor. Mahamahaya dog dock sju dagar efter Siddhartas födelse, och Suddhodhana gifte sig senare med Mahamayas syster Prajapati. Suddhodhana försökte så länge han kunde att försöka påverka Siddhartas framtid. Det hade förutspåtts att Siddharta skulle antingen bli en mäktig kung och cakravartin eller en buddha, och Suddhodhana gjorde allt han kunde för att ge Siddharta ett liv av välfärd och lyx för att försöka få honom att inte välja vägen av en buddha. När Siddharta väl hade blivit en Buddha, så blev dock Suddhodhana en lärjunge till Buddha. Det sägs att Suddhodhana blev en sotapanna under Buddhas livstid, och uppnådde arahantskap kort efter Buddhas död.
Enligt Hans Wolfgang Schumann var båda av Suddhodhanas hustrur hans kusiner.
Śuddhodanas hade två andra barn förutom Siddharta: prinsessan Sundari Nanda och prins Nanda.